# Hargeville
Hargeville là một xã của Pháp, nằm ở tỉnh Yvelines trong vùng Île-de-France, khoảng 12 km về phía đông nam de Mantes-la-Jolie.
Người dân ở đây trong tiếng Pháp gọi là Hargevillois.

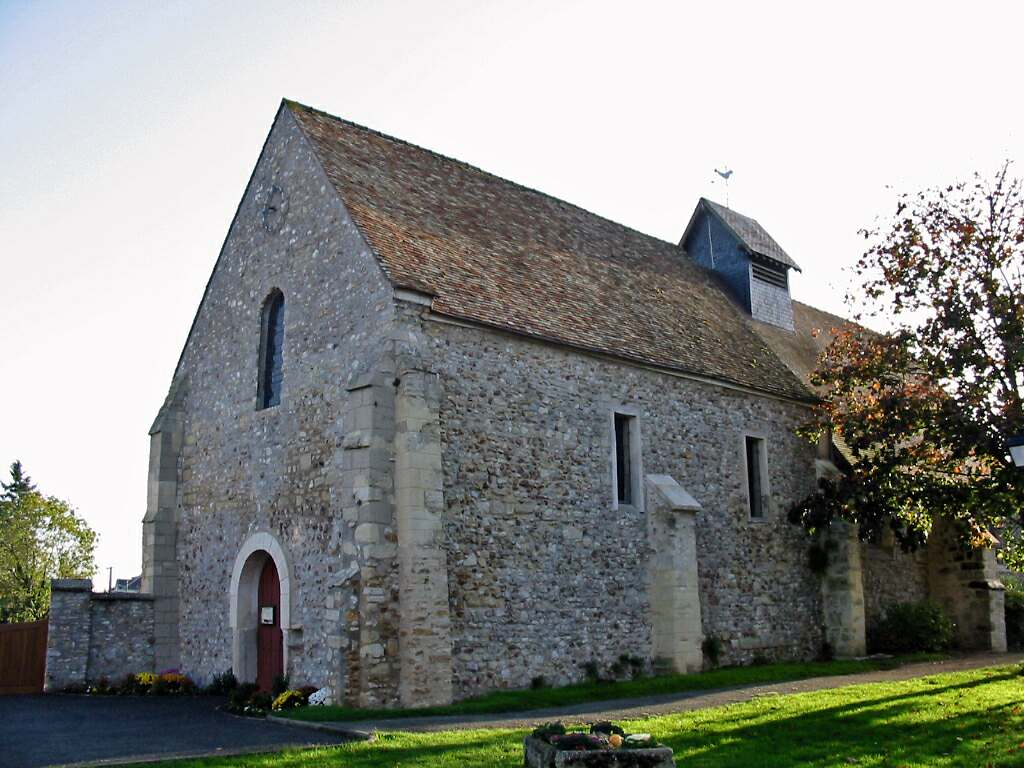
Nhà thờ Saint-André

Các xã giáp ranh gồm: Jumeauville về phía đông bắc, Goupillières về phía đông nam, Saint-Martin-des-Champs về phía nam, Arnouville-lès-Mantes về phía tây bắc và Goussonville về phía bắc.

## Biến động dân số
| 1793 | 1800 | 1806 | 1821 | 1831 | 1836 | 1841 | 1846 | 1851 |
| ---- | ---- | ---- | ---- | ---- | ---- | ---- | ---- | ---- |
| 156  | 164  | 156  | 125  | 148  | 155  | 140  | 142  | 137  |

| 1856 | 1861 | 1866 | 1872 | 1876 | 1881 | 1886 | 1891 | 1896 |
| ---- | ---- | ---- | ---- | ---- | ---- | ---- | ---- | ---- |
| 136  | 136  | 134  | 134  | 140  | 120  | 140  | 118  | 118  |

| 1901 | 1906 | 1911 | 1921 | 1926 | 1931 | 1936 | 1946 | 1954 |
| ---- | ---- | ---- | ---- | ---- | ---- | ---- | ---- | ---- |
| 130  | 114  | 98   | 114  | 90   | 98   | 103  | 101  | 127  |

| 1962                                         | 1968 | 1975 | 1982 | 1990 | 1999 | - | - | - |
| -------------------------------------------- | ---- | ---- | ---- | ---- | ---- | - | - | - |
| 142                                          | 152  | 144  | 261  | 275  | 319  | - | - | - |
| Số liệu kể từ 1962 : dân số không tính trùng |      |      |      |      |      |   |   |   |